# Szczepan Gołonkiewicz
Szczepan Gołonkiewicz (ur. 18 grudnia 1891, zm. ?) – polski działacz polityczny, poseł do Krajowej Rady Narodowej. 
W 1945 organizował struktury partyjne Stronnictwa Demokratycznego na Pomorzu Zachodnim. Był przewodniczącym Wojewódzkiego Komitetu w Szczecinie. We wrześniu 1946 objął mandat posła do Krajowej Rady Narodowej z ramienia Wojewódzkiej Rady Narodowej w Szczecinie. 